# Агапит (Гуменюк)
Архиепископ Агапит (укр. Архієпископ Агапіт, в миру Павел Зиновьевич Гуменюк, укр. Павло Зіновійович Гуменюк, род. 23 мая 1980, Новосёлка) — епископ Православной церкви Украины, архиепископ Вышгородский, викарий Киевской епархии (с 2019).
Ранее — архиерей Украинской Православной Церкви Киевского Патриархата, архиепископ Вышгородский (2010—2018), управляющий делами УПЦ КП.

## Биография
В 1997 году поступил в Киевскую духовную семинарию, которую окончил в 2001 году. 1 октября 2000 года по благословению патриарха Филарета принял монашеский постриг в Свято-Михайловском Златоверхом монастыре города Киева. 8 октября 2000 в Свято-Владимирском Патриаршем кафедральном соборе города Киева патриархом Филаретом рукоположён в сан иеродиакона, а 29 октября 2000 года в сан иеромонаха.
В 2005 году окончил Киевскую Духовную Академию. 5 февраля 2006 году во время Божественной литургией в Свято-Владимирском соборе города Киева патриархом Филаретом возведен в сан игумена, а 19 апреля 2006 года в день Святой Пасхи возведен в сан архимандрита.
Указом патриарха Филарета от 13 октября 2000 года назначен ризничным Свято-Михайловского Златоверхого монастыря, а 1 января 2006 назначен на должность казначея монастыря. Указом патриарха Филарета от 10 ноября 2009 года назначен наместником Киево-Михайловского Златоверхого монастыря. На заседании Священного Синода УПЦ Киевского Патриархата 27 июля 2010 (журнал № 19) принято решение назначить архимандрита Агапита (Гуменюка), наместника Свято-Михайловского Златоверхого монастыря, епископом Вышгородским, викарием Киевской епархии. 8 августа 2010 во Владимирском патриаршем кафедральном соборе над архимандритом Агапитом (Гуменюком) была совершена архиерейская хиротония, которую возглавил патриарх Филарет в сослужении епископата УПЦ Киевского Патриархата.
9 августа 2011 поставил свою подпись под официальным заявлением в Печерский районный суд с просьбой освободить Юлию Тимошенко из-под стражи на поруки (также вместе с ним поставили свои подписи ещё 40 поручителей).
С 27 октября по 5 ноября 2012 года сопровождал патриарха Филарета во время визита в США.
За церковные заслуги перед Украинской Православной Церковью Киевского Патриархата Указом патриарха Филарета от 23 января 2012 года епископ Агапит награждён Орденом Святого Равноапостольного князя Владимира III степени, а 14 мая 2016 года возведён в сан архиепископа.
2 февраля 2024 года решением Синода ПЦУ был назначен правящим архиереем новосозданной Вышгородской епархии.